# Juan Velasco (Piura)
Juan Velasco es un caserío peruano ubicado en el distrito de Piura, perteneciente a la provincia y departamento homónimo, al norte del Perú. 

## Ubicación
Juan Velasco se ubica al oeste de la provincia de Piura, en el distrito de Piura, en el departamento de Piura.

## Demografía
En 2017 Juan Velasco tenía una población de 90 habitantes.
| Gráfica de evolución demográfica de Juan Velasco entre 1993 y 2017 |
|                                                                    |
| Fuentes: Población 1993 y 2017                                     |